# Bobby Lee
Robert Young "Bobby" Lee, Jr. (født 17. september 1971) er en amerikansk skuespiller.